# Виццини, Калоджеро
Кало́джеро «Дон Кало́» Вицци́ни (итал. Calogero “Don Calò” Vizzini; 24 июля 1877, Виллальба, Кальтаниссетта, Сицилия, Италия — 10 июля 1954, Виллальба, Кальтаниссетта, Сицилия, Италия) — сицилийский «великий кало», один из самых знаменитых и влиятельных послевоенных сицилийских мафиозных боссов. В прессе его часто называли «боссом боссов», хотя в иерархии Коза Ностра такого звания не существует.
Виццини был архетипическим представителем «человека чести» патерналистского образца — выходцем из «сельских мафиози», выполнявших в общинной сицилийской жизни роль не столько криминальных авторитетов, сколько социальных посредников и «людей, стоящих за порядок и мир» и окончательно исчезнувших в 1960 — 1970-е годы. Часто прибегавший к насилию, чтобы утвердиться на первом этапе своей карьеры, впоследствии он ограничил его применение, поддерживая свою власть «открытыми» и «законными» методами.
Дон Кало является главным персонажем мифов о поддержке мафией союзных войск во время операции «Хаски» в 1943 году. После Второй мировой войны он стал олицетворением восстановления Коза Ностра и последующим символом восстановления демократии после фашистских репрессий. Первоначально он поддержал Движение за независимость Сицилии, но потом, когда стало ясно, что независимость Сицилии недопустима, он поддержал христианских демократов.
Когда в 1954 году он умер, в его похоронах приняли участие высокопоставленные политики, мафиози, прелаты и тысячи крестьян, одетых в чёрное. Похоронная эпитафия гласила: «Его мафия не была преступна, поддерживала уважение закона, защиту прав, величие характера. Это был предмет любви».

## Ранние годы
Калоджеро родился в Виллальбе, маленькой кальтаниссеттской коммуне, чьё население тогда составляло около 4000 человек. Этот район в центре Сицилии, известный как «Валлон», был бедным регионом, в котором большинство людей жили за счёт натурального хозяйства. Его отец, Беньямино, был крестьянином, но ему удалось жениться на Туридде Скарлатте, женщине из чуть более зажиточной крестьянской семьи, которая владела землёй. Брат его матери, Джузеппе Скарлатта, имел большой авторитет в католической церкви. Братья Калоджеро, Джованни и Джузеппе, стали священниками. Джузеппе Виццини стал епископом Ното. Калоджеро, однако, был малограмотен и не окончил начальную школу.
Мафия Виллальбы была сравнительно молодой, поскольку не уходила корнями в 1860-е, считавшиеся периодом, когда мафия возникла вокруг Палермо. Она появилась как форма личной защиты и имела мало общего с делами с недвижимостью, как это было в других сельских районах, где многие мафиози начали как смотрители за собственностью и арендаторы (габеллотто или судебные приставы) для заочных хозяев.
В 1890-х некоторые люди, включая молодого Калоджеро, решили, что надо что-то делать по поводу отсутствия безопасности в сельской местности. Полиция Италии в то время была не менее опасной, чем сами преступники. Виллальбская мафия, таким образом, возникла как альтернативный социальный режим, основанный на членстве в церковно-спонсируемых ассоциациях, которые создали значительный социальный капитал. Позже это вылилось в крышевание жителей и собственников, с применением запугивания, насилия и омерты.
Дон Кало объяснил, как он видит мафию, когда давал интервью одному из самых известных итальянских журналистов, Индро Монтанелли, для газеты «Corriere della Sera» (30 октября 1949):

«Факт в том, что в каждом обществе должна быть категория людей, которая распутывает клубок проблем во время сложных ситуаций. Обычно это государственные чиновники. Если государство не настоящее или не имеет достаточно силы, это делают частные лица».

В своё время уголовное досье Калоджеро включало 39 убийств, 6 покушений на убийство, 13 случаев применения насилия по отношению к частным лицам, 36 грабежей, 37 краж и 63 случая вымогательств.

## Начало карьеры
Калоджеро стал промежуточным звеном между крестьянами, которые хотели перемалывать свою пшеницу в муку, и мельницами, расположенными вблизи побережья. Мафиози, не терпевшие никакой конкуренции, контролировали мельницы. В случае Калоджеро они находились в 80 милях. Безопасно перевезти зерно к мельницам по дорогам, кишащим бандитами, было нелегко.
Он организовал защиту вместе с бандитом Франческо Варсаллоной, чьё убежище находилось на горе Каммарата. Варсаллона поставлял рабочую силу крупным землевладельцам, чтобы подавлять фермерские восстания. Калоджеро вошёл в банду Варсаллоны, когда вёл свой бизнес. В 1902 году они оба были арестованы после того, как попали в ловушку, устроенную полицией. Калоджеро предстал перед судом за соучастие, но был одним из немногих оправданных.
Этот эпизод имел несколько негативных последствий: в 1908 году Калоджеро смог скупить значительную часть недвижимости в Беличи, когда был посредником между герцогом Франческо Томасом де Барберином, проживавшем в Париже, и местным сельским банком Cassa Rurale, чей директор, священник Скарлатта, был дядей Калоджеро. Калоджеро взял для себя 290 гектаров земли, а оставшуюся часть щедро отдал банку, чтобы сдавать её в аренду крестьянам-католикам.

## Первая мировая война и после неё
К 1914 году, на момент начала Первой мировой войны, Калоджеро был бесспорным мафиозным главой в Виллальбе. В условиях войны мафия получила новые возможности для самостоятельного обогащения, когда итальянская армия реквизировали лошадей и мулов в Сицилии для кавалерии и артиллерии. Калоджеро пришёл к соглашению с армейской комиссией, что эти обязанности будут доверены ему. Он собирал подушный налог на животных, владельцы которых желали избежать реквизиции. Он также был «животным брокером» — покупал животных по низким ценам, после чего по рыночным ценам продавал их армии.
Однако слишком много лошадей и мулов умерли от болезней или старости даже прежде, чем они достигли поля боя, и армия провела расследование. В 1917 году Калоджеро был приговорён к 20 годам в суде первой инстанции по обвинению в мошенничестве, коррупции и убийстве, но был освобождён благодаря друзьям с большими связями, которые оправдали его. Он сделал своё состояние на чёрном рынке во время Второй мировой войны и расширил свою деятельность на серные шахты. Как представитель консорциума операторов серных шахт, Калоджеро принимал участие в совещаниях высокого уровня в Риме и Лондоне, касающихся государственных субсидий и тарифов, рядом с такими людьми, как Гвидо Донегани, основатель химического концерна «Монтекатини», и Гвидо Юнг , министр финансов Италии во время правления фашистского режима Бенито Муссолини. Дон Кало также увеличил своё состояние в 1922 году, когда возглавил недовольных крестьян, захвативших земли помещиков-аристократов. Калоджеро купил три поместья в районе Виллальбы, разделил их и передал их — якобы, не получив прибыли, по мнению некоторых — основанному им кооперативу. По данным местных сельчан, хоть каждый крестьянин и получил свой участок, Калоджеро оставил себе более 12 000 акров (49 км²). В то время, по словам немецкого социолога Геннера Гесса, Калоджеро мог бы легко быть избранным депутатом парламента. Тем не менее он предпочитал оставаться в тени, вместо этого информируя избирателей и выборных должностных лиц, играя роль доброжелательного благодетеля, укреплявшую его клиентскую базу и престиж. Власти считали его опасным преступником. Один из полицейских отчётов 1926 года описал его как опасного дельца, промышляющего крупным рогатым скотом, и провинциального мафиозного босса, связанного с мафией других регионов.
С появлением Муссолини и началом фашистской диктатуры судьба Калоджеро изменилась. Муссолини не терпел соперников у власти на Сицилии. Он утвердил Чезаре Мори префектом Палермо и дал тому особые полномочия для борьбы с мафией. Калоджеро утверждает, что был арестован Мори, но исторических записей не сохранилось. Он, скорее всего, был отправлен в заключение на материковую часть Италии, хотя конкретный город неизвестен. Несмотря на заключение, его регулярно замечали в Виллальбе и Кальтаниссетте.

## Предполагаемая поддержка вторжения союзников на Сицилию
Есть предположение, что в июле 1943 года Калоджеро помогал американской армии во время вторжения на Сицилию (Сицилийская операция). В США Управление военно-морской разведки (ONI) заручилось поддержкой мафии для защиты нью-йоркской набережной от саботажа со стороны стран Оси, с тех пор как США вступили в войну в декабре 1941 года. ONI сотрудничало с Лаки Лучано и его партнёром Меиром Лански, еврейским гангстером, в так называемой операции «Underworld». В результате контакты мафии также были использованы OSS, военным предшественником ЦРУ, во время вторжения на Сицилию. Позже союз был сохранён в целях сдерживания растущей силы компартии Италии.
Популярный миф гласит, что истребитель армии США пролетел над Виллальбой в день вторжения/утром 14 июля (данные разнятся), сделал круг и вернулся, чтобы уронить возле церкви какой-то пакет, и сбросил жёлтый шёлковый футляр, отмеченный чёрной буквой L, что означало «Лучано» (итал. Luciano). Пакет и его содержимое были переданы капралу-карабинеру Анджело Ричолли (ныне главному сержанту полицейской службы в Палермо). На следующий день самолёт вернулся и уронил второй пакет — на сей раз неподалёку от дома виднейшего жителя Виллальбы — Калоджеро Виццини, — для которого он и предназначался. Пакет подобрал слуга семейства Виццини, Кармело Бартоломео, который, должно быть, подглядывал через плечо хозяина, когда тот вскрывал пакет, потому что позже сообщил газетчику, что видел жёлтый носовой платок с буквой L. Самолёт сбросил письмо следующего содержания: «Во вторник 20 июля Кум Тури погонит свой скот на ярмарку в Черду. А я в этот же день вместе с быком, коровами и телегами, также отправлюсь в путь. Подготовь место для того, чтобы укрыть и накормить скот» («бык» — американский главнокомандующий, «коровы» — это американские солдаты, «телеги» — танки). Письмо было написано мафиозным жаргоном и сообщало, что дон Тури будет сопровождать американскую моторизованную дивизию до Черды. 15 июля письмо конным гонцом было отправлено Джузеппе Дженко Руссо.
Через два дня после доставки, 20 июля, в Виллальбу въехали три американских танка, проехавшие тридцать миль через вражескую территорию. В это время авангард 7-й армии находился ещё в тридцати милях, — одинокий джип вырвался вперёд, чтобы заехать в Виллальбу и увезти с собой незаменимого дона Кало. Однако джип сделал в одном месте неверный поворот, попал под огонь итальянского патруля, и один из сидевших в нём людей погиб. В тот же день, но позже, три американских танка совершили повторную попытку — и она оказалась успешной. Над одним из этих танков развевался всё тот же жёлтый флаг с чёрной буквой L, а когда танк остановился на главной площади, из орудийной башни вылез офицер, заговоривший на чистейшем сицилийском диалекте этой местности. Дон Калоджеро, поднявшийся на борт, провёл шесть дней, путешествуя по западной Сицилии, организуя поддержку продвигавшимся американским десантникам и танковой колонне и убеждая итальянских солдат сдаться.
В то время, как 3-й кавалерийский полк генерала Джорджа Паттона и 8-я армия Великобритании под командованием фельдмаршала Бернарда Монтгомери, высадившаяся на восточном побережье Сицилии и продвигавшаяся на север острова к Мессине, двигались дальше, для местных жителей стала очевидна зависимость американцев от поддержки мафии. Мафия охраняла дороги от снайперов, принимая меры для приветствуемых одобрением наступавших американских войск и предоставляя проводников в запутанной горной местности. Мафия обещаниями и угрозами заставила к 21 июля дезертировать две трети гарнизона крепости Монте-Каммарата, а также захватила полковника Салеми, устроив засаду на его автомобиль в Муссомели.
Наиболее серьёзные историки в настоящее время склонны отрицать легенду. В то время Калоджеро не был известен в других частях Сицилии и не имел власти, с тех пор как усилиями префекта Мори мафиозная сеть распалась. Согласно специалисту по истории мафии Сальваторе Лупо,

«История о поддержке мафией англо-американского вторжения в Сицилию — просто легенда без всяких оснований. Наоборот, есть британские и американские документы о подготовке вторжения, которые опровергают эту гипотезу; военная мощь союзников была такова, что им не нужно было использовать такие методы».

Историк Тим Ньюарк разгадал миф в своей книге «Mafia Allies». Наиболее вероятной версией является то, что Калоджеро просто возглавил делегацию местных жителей, чтобы встретить патруль союзников, командир которого попросил поговорить с тем, кто главный. Он цитирует местного историка, бывшего мэра Виллальбы Луиджи Лумию, который рассказал, как процессия людей во главе с Калоджеро шла в сторону танков, скандируя: «Да здравствует Америка!», «Да здравствует мафия!», «Да здравствует дон Кало!». Калоджеро был доставлен в командный пункт за пределами Виллальбы и допрошен по поводу последнего инцидента со стрельбой с участием американского джипа на патруле. Когда Калоджеро дал понять, что итальянские солдаты бежали, а «стрельба» была вызвана взрывом боеприпасов, разочарованные официальные представители армии США разозлились, выпустив свой гнев в виде потока брани. Калоджеро был крайне смущён инцидентом и приказал своему переводчику не говорить никому, что случилось.

## Мэр Виллальбы
После вторжения союзников доверие к мафии начало расти. Союзное военное правительство на оккупированных территориях (AMGOT), ища известных антифашистов для замены фашистских властей, сделало Калоджеро мэром Виллальбы, а также почётным полковником армии США. В хаосе, последовавшем за вторжением на Сицилию и крахом фашизма, американская армия часто обращалась к старшим церковникам за советом, кому можно доверять. Дон Кало был одним из тех, кого рекомендовали. Он имел большой опыт участия в католических социальных фондах, и в его семье было несколько священнослужителей.
Свидетель описал назначение Калоджеро: «Когда дон Кало Виццини был назначен мэром города, почти всё население было собрано на площади. Кое-как говоря на плохом итальянском, этот американский лейтенант сказал: „Это ваш босс“». Согласно собственной версии Калоджеро его протащили высоко на руках, в тот день, когда он стал мэром. Он утверждал, что выступал как миротворец: только его вмешательство спасло его фашистского предшественника от линчевания.
Микеле Панталеоне, первый рассказавший легенду о фуляре Лучано, наблюдал возрождение мафии в его родной деревне Виллальбы. Он рассказал о последствиях политики AMGOT:

«К началу Второй мировой войны мафия была поделена на нескольких изолированных и разрозненных групп и могла быть бы полностью уничтоженной, если социальные проблемы острова были бы рассмотрены… союзническая оккупация и медленное восстановление демократии восстановило мафию во всей её мощи, положило ей пути к тому, чтобы превратиться в политическую силу, вернула Onorata Società оружие, отнятое у них фашизмом».

Американцы, казалось, по достоинству оценили Калоджеро не только из-за его политической мощи, но и потому, что он выступал против фашистов. В свою очередь, Калоджеро любил хвастать о своих контактах с американцами и говорил о своей поддержке сепаратистского движения. Калоджеро позже стал важным игроком в сепаратистском кризисе. Похоже, что американцы относились к Калоджеро как к боссу всех мафиози. Разведка OSS полагалась на мафию и, в частности, на Калоджеро. Его кодовым именем при обмене информацией было «Bull Frog». Какое-то время начальник палермской службы OSS, Джозеф Руссо, встречался с ним и с другими боссами мафии «по крайней мере раз в месяц».

## Король чёрного рынка
Благодаря своим связям, Калоджеро стал королём послевоенного чёрного рынка и организовал убийство чрезмерно любопытного начальника полиции Виллальбы. AMGOT полагалось на мафиози, которые считались стойкими антифашистами из-за фашистских репрессий. Многие другие мафиози, такие как Джузеппе Дженко Руссо, были назначены мэрами своих родных городов. Координировал усилия AMGOT бывший вице-губернатор Нью-Йорка, полковник Чарльз Полетти, о котором Лучано как-то сказал: «один из наших хороших друзей».
Один крестьянин сказал общественному деятелю Данило Дольчи, как изменилась ситуация в Виллальбе после высадки американцев:

«Мафия грабила склады аграрного кооператива и армейские склады; продавали продукты питания, одежду, автомобили и грузовики в Палермо, на чёрном рынке. В Виллальбе вся власть была в их руках: церковь, мафия, сельскохозяйственные банки, латифундии — всё в руках одной семьи. Один ходил к нему, чтобы спросить: „Можете ли вы сделать мне это одолжение?“, просто чтобы крутить роман с другим лицом».

Калоджеро проводил одни из крупнейших операций на чёрном рынке в южной Италии вместе с американским гангстером Вито Дженовезе. Дон Калоджеро отправлял караваны грузовиков, гружённые основными продуктами питания, на север, в голодный Неаполь, где эти грузы распространялись организацией Дженовезе. Администрацией AMGOT в Неаполе и Сицилии всем грузовикам были выданы пропуски и экспортные бумаги, и некоторые коррумпированные американские офицеры даже предоставляли бензин и грузовые автомобили для операций. По словам Луки Монцелли, лейтенанта-карабинера, назначенного следовать за Дженовезе во время пребывания того в Италии:

«Продовольствие, отправленное Калоджеро Дженовезе — всё сопровождалось надлежащими документами, заверенными начальством — людьми мафии на службе у Виццини и Дженовезе».

## Поддержка сепаратистов
Калоджеро первоначально поддерживал сепаратистское движение в Сицилии. 6 декабря 1943 года Калоджеро принял участие в первых тайных региональных съездах Движение за независимость Сицилии (итал. Movimento Indipendentista Siciliano — MIS) в Катании. Другие видные боссы мафии, такие как Джузеппе Дженко Руссо, Гаэтано Филиппоне, Микеле Наварра и Франческо Паоло Бонтаде, не скрывали своих симпатий к сепаратистам. Сепаратисты пользуются скрытой поддержкой OSS. Поскольку Италия «полевела» в 1943—1944 годах, американские военные встревожились о своём будущем положении в Италии и считали, что островные морские базы и стратегическое положение в Средиземном море могут обеспечить возможный будущий противовес коммунистическому материку.
9 декабря 1943 года в Палермо произошла встреча Центрального комитета. Калоджеро присутствовал в знак приверженности мафии в делу независимости и помогал консервативным сепаратистам в их стремлении контролировать движение. Калоджеро и барон Лючио Таска — один из наиболее важных лидеров движения — выразили общие взгляды, и, несмотря на протесты прогрессивистов, Калоджеро остался на совещании как представитель Кальтаниссетты.
Позже Калоджеро представил Fronte Democratico d’Ordine Siciliano — политическую организацию, сателлита сепаратистского движения. Fronte Democratico продемонстрировало нерешительность полностью доверять MIS. Fronte Democratico было популярным на острове и выступало за независимость Сицилии под американским влиянием. Хотя США подчёркивали, что не хотят видеть Сицилию 49-м европейским государством, в конце 1944 года некоторые утверждали, что идеи Fronte Democratico были результатом американской пропаганды, поощрявшей сепаратизм до вторжения. Лидеры Fronte Democratico стали распространять слухи, что имеют поддержку и защиту США. Многие её члены были «лейтенантами мафии», и Калоджеро считался их лидером.
Рассекреченные тайные письма от консула США в Палермо, Альфреда Нестера, к госдепартаменту США показывают участие Калоджеро в сепаратистском движении и скрытую поддержку итальянскими армейскими чиновниками. Нестер имел хорошие связи с лидерами мафии. Генерал Джузеппе Кастеллано, который в 1943 году вёл переговоры о перемирии между Италией и союзниками, и Калоджеро встретились с трапанийским политиком Вирджилио Нази, чтобы предложить ему руководство движением за автономию Сицилии при поддержке мафии. Этот план был шагом Нази к должности Верховного комиссара Сицилии, чтобы противостоять народному фавориту, христианскому демократу Сальваторе Альдисио.
Кастеллано понял, что мафия была сильной политической и социальной силой на Сицилии, с которой приходится считаться. Он начал устанавливать дружеские отношения с лидерами мафии. Генерал считал, что закон и порядок может быть восстановлен, если «система, ранее работавшая на старую и уважаемую мафию, вернётся на сцену Сицилии». Кастеллано создал контакты с лидерами мафии и встречался с ними несколько раз. Он начал сотрудничать с Калоджеро, поддерживавшим сепаратизм, но в настоящее время подготовленного к изменению политической ситуации на острове в сторону региональной автономии.

## Переход к христианским демократам
Большинство мафиози вскоре переметнулись на другую сторону, присоединившись к Христианско-демократической партии (итал. «Democrazia Cristiana» — DC), когда стало ясно, что независимость Сицилии не представляется целесообразной, и OSS тихо прекратила поддержку сепаратистского движения в 1945 году и повернулась к DC. Бернардо Маттарелла, один из лидеров партии, приблизил отказ Калоджеро от поддержки сепаратистов и его присоединение к христианским демократам. Он приветствовал вступление Калоджеро в DC в статье в католической газете Il Popolo в 1945 году.
Калоджеро предложил встретиться с Альдисио, назначенным Верховным комиссаром в августе 1944 года, для решения зерновой проблемы острова, подразумевая, что он имеет власть сделать это. Нет никаких доказательств, что Альдисио и Калоджеро когда-либо встречались для обсуждения этого вопроса. Альдисио, однако, пригласил Калоджеро Вольпе (итал. Calogero Volpe), христианского демократа и члена мафии, подружившегося с Калоджеро, на несколько тайных собраний христианских демократов. Это было расценено как первый шаг к союзу правительства и мафии. Главы мафии восприняли назначение Альдисио как первый признак решимости правительства подавить сепаратистское движение. Теперь они были вынуждены пересмотреть свою лояльность к нему.
Поддержка Калоджеро DC не была секретом. В решающих выборах 1948 года, которые определят послевоенное будущее Италии, Калоджеро и Дженко Руссо сидели за одним столом с ведущими политиками DC на избирательном обеде. В ходе начала холодной войны парламентские выборы 1948 года стали триумфом христианских демократов, которые будут править Италией со взлётами и падениями в течение последующих 45 лет в различных коалициях. Их основной целью было сдерживание итальянской коммунистической партии — крупнейшей коммунистической партии государства-члена НАТО — от прихода к власти.

## Виллальбский инцидент
Калоджеро, яростный антикоммунист, выступавший против борьбы крестьян Сицилии за землю, организовал собственные крестьянские кооперативы в своём районе как во время обоих послевоенных периодов, через которые он отклонял жалобы левых партий, сохранял свою власть над крестьянами, а также гарантировал свой собственный постоянный доступ к земле. Он ожесточённо спорил об аренде большого имения Miccichè семьи Трабия с крестьянским кооперативом, возглавляемым Микеле Панталеоне, который основал итальянскую социалистическую партию (итал. Partito Socialista Italiano — PSI). Калоджеро долго пытался убедить Панталеоне жениться на своей племяннице, но не удалось. Панталеоне использовал свои рычаги влияния на левую прессу. В свою очередь Калоджеро организовал акты вандализма, уничтожившие зерновые, растущие на земле семьи Панталеоне. Было даже неудавшееся покушение на жизнь Панталеоне.
16 сентября 1944 года лидеры народно-демократического фронта, (итал. Blocco del popolo) в Сицилии, Джироламо Ли Каузи и Панталеоне, приехали поговорить с безземельными рабочими на митинге в Виллальбе, бросив вызов Дону Кало в его личной вотчине. Утром напряжённость выросла, когда мэр, христианский демократ Беньямино Фарина — родственник Калоджеро, а также его преемник на посту мэра — возмутили местных коммунистов, приказав стереть все символы серпа и молота со зданий, расположенных вдоль дороги, по которой Ли Каузи поедет в город. Когда его сторонники протестовали, они были запуганы сепаратистами и бандитами.
Митинг начался в конце дня. Калоджеро согласился разрешить заседание до тех пор, пока не затронуты земельные проблемы, проблемы крупных имений или мафии. Оба докладчика, выступавшие перед Ли Каузи, среди которых был Панталеоне, следовали приказам Калоджеро, а Ли Каузи — нет. Он осудил несправедливую эксплуатацию со стороны мафии, и когда Ли Каузи начали говорить о том, как крестьяне были обмануты «могущественным арендатором», прозрачно намекая на Калоджеро, тот бросил: «это ложь». Ситуация вышла из-под контроля, начался беспорядок. Акция закончилась перестрелкой, в которой были ранены 14 человек, включая Ли Каузи и Панталеоне. Шесть месяцев спустя Калоджеро приобрёл в аренду имение Miccichè.
Согласно мнению самого Калоджеро, в статье «Правда о событиях в Виллальбе» (итал. La Verità sui Fatti di Villalba), появившейся в сепаратистских газетах, стрельбу начал коммунист. Когда Панталеоне и Ли Каузи прибыли в город, они спросили Калоджеро, находятся ли они на вражеской территории и может ли их встреча быть нарушена. Он заверил их, что они могут свободно проводить свои заседания, ничего не опасаясь и не беспокоясь, если будут достаточно осторожны, чтобы не затрагивать местные проблемы. Калоджеро признался, что он прервал Ли Каузи, но отрицал, что он начал творить насилие. Карабинеры быстро восстановили порядок и арестовали восемь человек, включая мэра. Несколько других, в их числе и Калоджеро, избежали полицейский сетей. Были допрошены 60 человек, но расследование было обречено с самого начала. Калоджеро и его телохранитель были обвинены в покушении на убийство. Судебное разбирательство затянулось до 1958 года, однако к 1946 году доказательства уже исчезли (Калоджеро, став мэром, проник под предлогом инспекции в суд Кальтаниссетты, заполучил все досье, касавшиеся его, и уничтожил их). Ко времени вынесения вердикта Калоджеро уже умер.
Виллальбское нападение открыло длинный ряд нападений мафии на Сицилии на политических активистов, профсоюзных лидеров и простых крестьян, сопротивлявшихся установленным мафией правилам. В последующие годы многие левые лидеры были убиты или подверглись нападениям, кульминацией которых стало убийство 11 и ранение более 30 человек на первомайском параде труда в Портелла-делла-Джинестра. Резня в Портелла-делла-Джинестра была приписана Сальваторе Джулиано — бандиту и лидеру сепаратистов. Однако мафия тоже подозревалась в причастности к кровавой бойне и ко многим другим нападениям на левые организации и их лидеров.

## Связи с гангстерами США
В 1949 году Калоджеро и итало-американский босс Лаки Лучано создали в Палермо конфетную фабрику, экспортировавшую через всю Европу в США. Полиция подозревала, что это было прикрытием для незаконного оборота героина. Лаборатория спокойно работала до 11 апреля 1954 года, пока римская ежедневная газета Avanti! не опубликовала фотографию завода под заголовком «Текстиль и сладости на пути наркотиков». В тот же вечер фабрику закрыли, и химическую лабораторию, как сообщается, незаконно вывезли из страны.
В 1950 году Лаки Лучано был сфотографирован в центре старого Палермо перед Hotel Sole (частой резиденцией Дона Калоджеро), говорящим с телохранителем Дона. Фотограф был избит, но он никогда не сообщал о случае властям, так как получил новую дорогую камеру и деньги. Сеть Калоджеро достигла США, где он знал будущего босса филадельфийской мафии Анджело Анналоро — филадельфийца, родившегося в Виллальбе.

## Босс боссов?
В СМИ Калоджеро часто называли «боссом боссов», хотя такой позиции не существует в рыхлой структуре Коза ностра, а позже мафиозные перебежчики отрицали, что он когда-либо был боссом мафии на Сицилии. Согласно пентито Томмазо Бушетта, в коза ностра нет звания «босса боссов». По словам писателя Джона Дики: «вопрос состоит в том, был ли Калоджеро настолько властен в мафии, насколько был известен вне её». В вопросе о поддержке мафией сепаратистского движения другие боссы Коза ностра не были на стороне Калоджеро, считавшегося запятнанным связями с радикальными лидерами сепаратистов Андреа Финоккьяро Априле и Лючио Таска. Эти боссы не хотели иметь ничего общего ни с «бандитским островом», ни с «Добровольческой армией за независимость Сицилии» (итал. Esercito Volontario per l'Indipendenza della Sicilia — EVIS), с которой предположительно были связаны Лючио Таска и Калоджеро. Согласно пентито Антонино Кальдероне, Калоджеро никогда не был боссом сицилийской коза ностра.
Однако Калоджеро удерживал в руках значительную власть. Итальянский журналист Луиджи Барзини, утверждавший, что хорошо знает Калоджеро, описывал его и его жизнь в своей книге «The Italians'»':

«Из тени вдоль стен и узких переулков появились люди, которые прибыли ранее, некоторые издалека, и ждали возможности поговорить с ним. Они были крестьянами, пожилыми женщинами с чёрной вуалью на голове, молодые мафиози, мужчины среднего класса. Все они ходили вместе с ним, в свою очередь, объясняя свои проблемы. Он слушал, потом позвал одного из своих ставленников, дал несколько приказов, и позвал следующего просителя. Многие, в знак благодарности, целовали ему руку, когда они уходили».

Великодушие Калоджеро, уважительное приветствие его прохожими, смирение тех, кто подходил к нему, и улыбки благодарности, когда он обращался к ним, напомнили Барзини древнюю сцену: принц, проводящий суд на открытом воздухе. Его власть не ограничивалась только его родным городом, но распространялась и на людей высоких должностей на Сицилии. Согласно Индро Монтанелли Калоджеро мог без труда говорить с региональным президентом, префектом, кардиналом-архиепископом Палермо и любым депутатом или мэром Сицилии в любое время суток. Лумия утверждает, что Калоджеро никогда прямо не приказывал кому-нибудь кого-нибудь убить. Он всегда пытался решить вопросы и привести людей к разуму, то есть, к тому, какими по его мнению должны быть люди и вещи. Если кто-то упрямился, жестом и кивком он оставлял заботу о проблеме его друзьям. Время от времени он вмешивался: «Кто заставил его сделать это?», «Кто знает, какой конец он найдёт?».

## Смерть
Дон Калоджеро Виццини умер 10 июля 1954 года. В его похоронах приняли участие тысячи крестьян, одетых в чёрное, политиков, священников, прелатов и мафиози, в том числе муссомелийский дон Джузеппе Дженко Руссо и сильный палермский дон Франческо Паоло Бонтаде (отец будущего босса Стефано Бонтаде) были одними из несущих гроб на похоронной процессии. Даже The New York Times написала известие о смерти этого главаря местной мафии.
Виллальбские госучреждения и штаб-квартира христианских демократов были закрыты на траурную неделю. Элегия для Калоджеро был приколота к церковной двери. В ней писалось:

«Скромность со скромностью. Величие с величием. Словом и делом он показал, что его мафия не была преступна. Она выступала за уважение к закону, защиту всех прав, величие характера. Это был предмет любви».

Он оставил серу, землю, дома и разнообразные инвестиции на сумму около двух миллиардов лир.

## Наследие
Хотя Калоджеро за свою жизнь приобрёл обширные земельные владения, историк мафии Сальваторе Лупо считает его скорее уничтожителем этой феодальной системы, а не её защитником. Калоджеро также убедился, что местные крестьяне (в частности те, что входят в организованные католические кооперативы) получили свою долю земли, как только он добился своей доли. Когда земельная реформа была окончательна принята в 1950 году, мафиози, такие как Калоджеро, были в состоянии выполнять свою традиционную брокерскую функцию между крестьянами, помещиками и государством. Они были в состоянии использовать интенсивный «земельный голод» крестьян, добиться уступок от помещиков (в обмен на ограничение действия реформы) и получить значительную прибыль от их посредничества в продаже земли. Калоджеро был архетипом патерналистского человека чести из ушедшей эпохи из сельской и полуфеодальной Сицилии, которые существовали до 1960-х, где мафиози воспринимался некоторыми как социальный посредник и человек, стоящий за порядок и мир. Хотя он использовал насилие на первом этапе своей карьеры, на втором этапе он ограничил его применение, в первую очередь обратившись к правовым источникам власти, и стал осуществлять свою власть в открытом и законном режиме.
Согласно Геннеру Гессу, он представлял мафию, которая контролировала власть и не позволяла власти контролировать себя. Чтобы произвести хорошее впечатление, имеет важное значение: они наслаждаются оказанным им уважением, властью, но они не хотят обсуждения этого. Они очень хорошо знают, что за завесой скромности власть тем более жутка. Индро Монтанелли цитирует типичную ремарку Дона Кало:

«Моя фотография? Зачем? Я никто. Я простой гражданин… …это странно… Люди думают, что я много не говорю из скромности. Нет. Я не говорю много, потому что я не знаю много. Я живу в деревне, я только изредка езжу в Палермо, я знаю несколько людей…».

«Когда я умру — мафия умрёт», — как-то сказал Калоджеро Монтанелли. Однако со смертью Калоджеро его старомодная традиционная сельская мафия медленно ушла, чтобы быть заменённой более современной, часто городской версией бандитизма: контрабанда сигарет, наркоторговля, отмывание доходов и вкладывание в строительство недвижимости. Ещё при жизни статус Калоджеро как всемогущего босса мафии вырос до мифических пропорций. С 1990-х историки сдерживают его.

### В видеоиграх
- Дон Кало является персонажем в компьютерной игре Mafia II.